# NGC 5217
NGC 5217 este o radiogalaxie situată în constelația Părul Berenicei. A fost descoperită în 7 mai 1826 de către John Herschel.